# Casa de Gobierno de Tailandia
La Casa de Gobierno de Tailanda (en tailandés: ทำเนียบรัฐบาล, en RTGS: thamniap ratthaban) es la sede del poder ejecutivo del Reino de Tailandia, donde se encuentran las oficinas del primer ministro de Tailandia y los ministros designados de su gabinete. Contiene salas de conferencias y se utiliza para funciones estatales y recepciones de invitados extranjeros. Consiste en varias estructuras tipo palacio que se extienden sobre 11 acres (44 515,5 m²)
El edificio principal está coronado por una cúpula dorada que alberga una estatua del dios Phra Phrom, y su fachada se asemeja en estructura a la del Palacio Ca' d'Oro de Venecia.

## Historia
En 1923, El rey Vajiravudh (Rama VI) encargó al arquitecto italiano Annibale Rigotti que diseñara el edificio principal, aunque la construcción quedaría incompleta ya que Rigotti regresó a Italia después de la muerte del rey en 1925. La casa originalmente se llamaba Baan Norasingha (en tailandés: บ้านนรสิงห์). Inicialmente pensada como residencia familiar para uno de los generales favoritos del rey, el general Chao Phraya Ram Rakop, el edificio se convirtió en la oficina del primer ministro en 1941.
Durante la próxima década, el primer ministro Plaek Phibunsongkhram encargaría al escultor y artista italiano Corrado Feroci completar la construcción, mientras trabajaba en simultáneo en la misma sede el arquitecto Ercole Manfredi. 
Durante la crisis política tailandesa de 2008, los manifestantes del partido Alianza Popular para la Democracia (PAD) sitiaron la Casa de Gobierno. Luego de la emisión de una orden judicial tuvieron que trasladarse del lugar, pero al poco tiempo intentaron bloquear nuevamente la casa de gobierno y lo lograron. El gabinete se trasladó temporalmente al Aeropuerto Internacional Don Mueang. Poco después, los manifestantes sitiaron el Aeropuerto también, sin dejarle al gabinete lugar donde trabajar. El 1 de diciembre de 2008, después de tres meses de protestas, los manifestantes abandonaron la Casa de Gobierno debido a los constantes ataques e intentos de desalojo.
En diciembre de 2013, la Casa de Gobierno fue sitiada nuevamente durante la crisis política tailandesa de 2013-2014.

## Edificio Thai-Khu-Fah

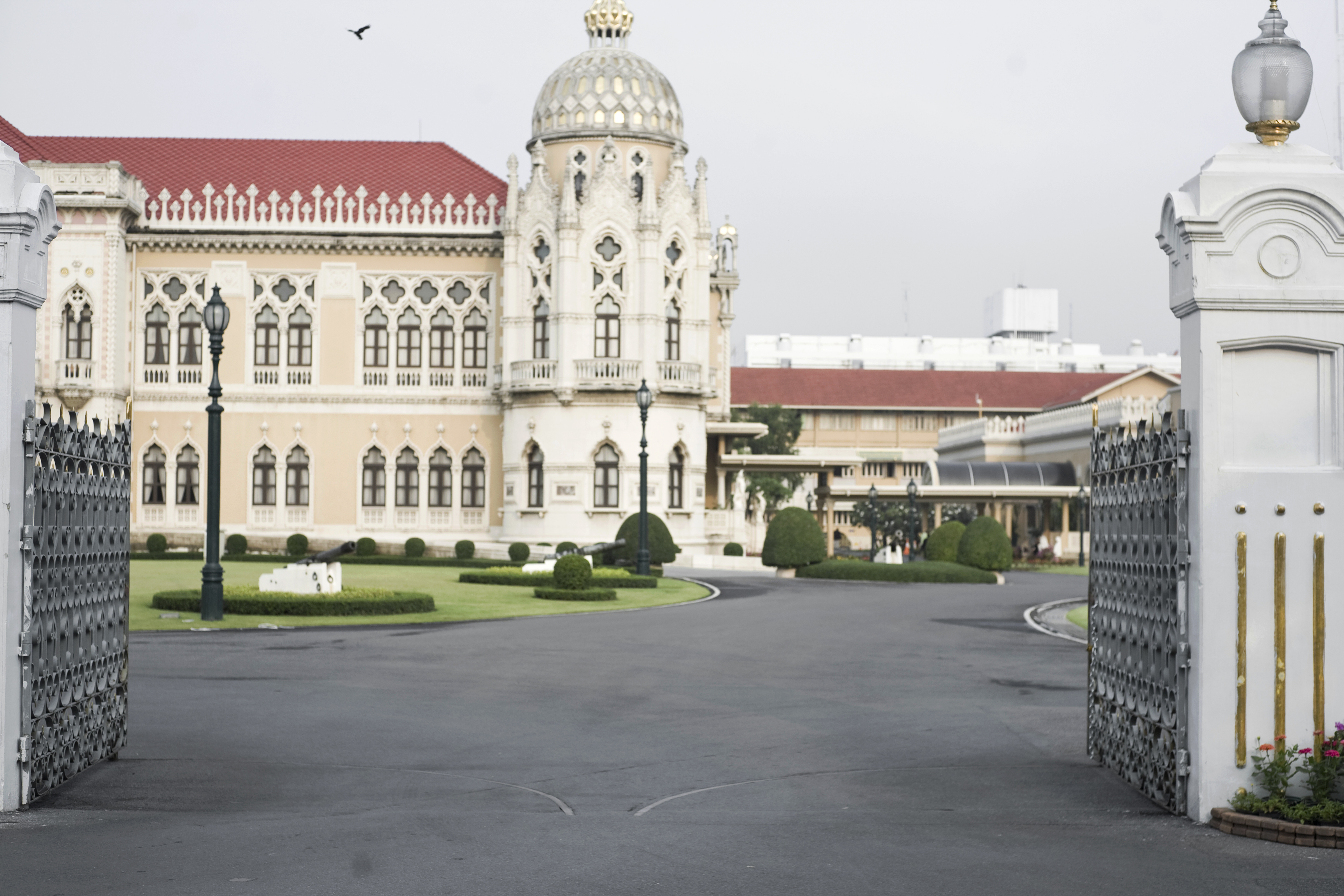
Frente del edificio Thai-Khu-Fah, en la Casa de Gobierno

El edificio Thai-Khu-Fah (en tailandés: ตึกไทยคู่ฟ้า) es el edificio principal de la Casa de Gobierno, ubicado en su predio. El mismo alberga las oficinas del Gabinete de Tailandia y la Oficina del primer ministro. Sin embargo, el primer ministro no vive en este edificio. La mansión  Phitsanulok es la residencia oficial del primer ministro.
El edificio cuenta con dos plantas, presenta un diseño arquitectónico neogótico veneciano mezclado con arte bizantino, y dispone de una escalera. En el techo se encuentra un pequeño santuario a Phra Phrom.
En la planta baja se encuentran tres salones. El primero es la Sala de la Cúpula Dorada (en tailandés: ห้องโดมทอง), ubicada en el lado sur del edificio, destinada a los invitados del primer ministro. La segunda es la Sala de Marfil (en tailandés: ห้องสีงาช้าง), situada frente a la Sala de la Cúpula Dorada y adyacente a la derecha, que sirve como sala de recepción para los visitantes oficiales del primer ministro. La tercera es la Sala Púrpura (en tailandés: ห้องสีม่วง), ubicada en la planta baja en el lado derecho del edificio, destinada a los visitantes del vice primer ministro y otros ministros del gabinete.
El edificio cuenta con una pequeña sala de conferencias llamada Sala Verde (en tailandés: ห้องสีเขียว), utilizada por la Junta de Comités presidida por el primer ministro. En la planta superior se encuentran la oficina del primer ministro, las oficinas de los funcionarios políticos y la antigua sala de reuniones del gabinete.

## Galería

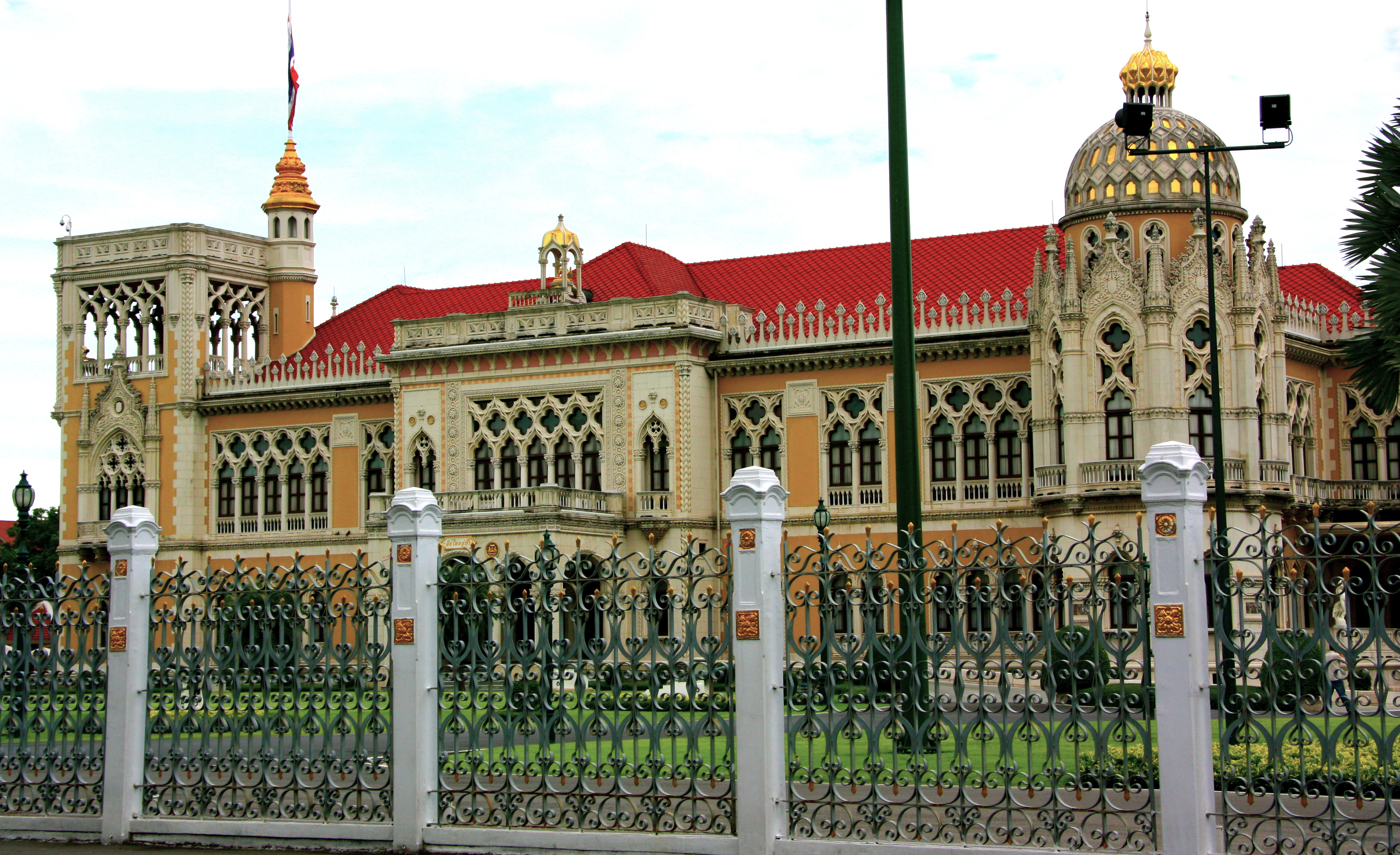
El frente de la Casa de Gobierno de Tailandia
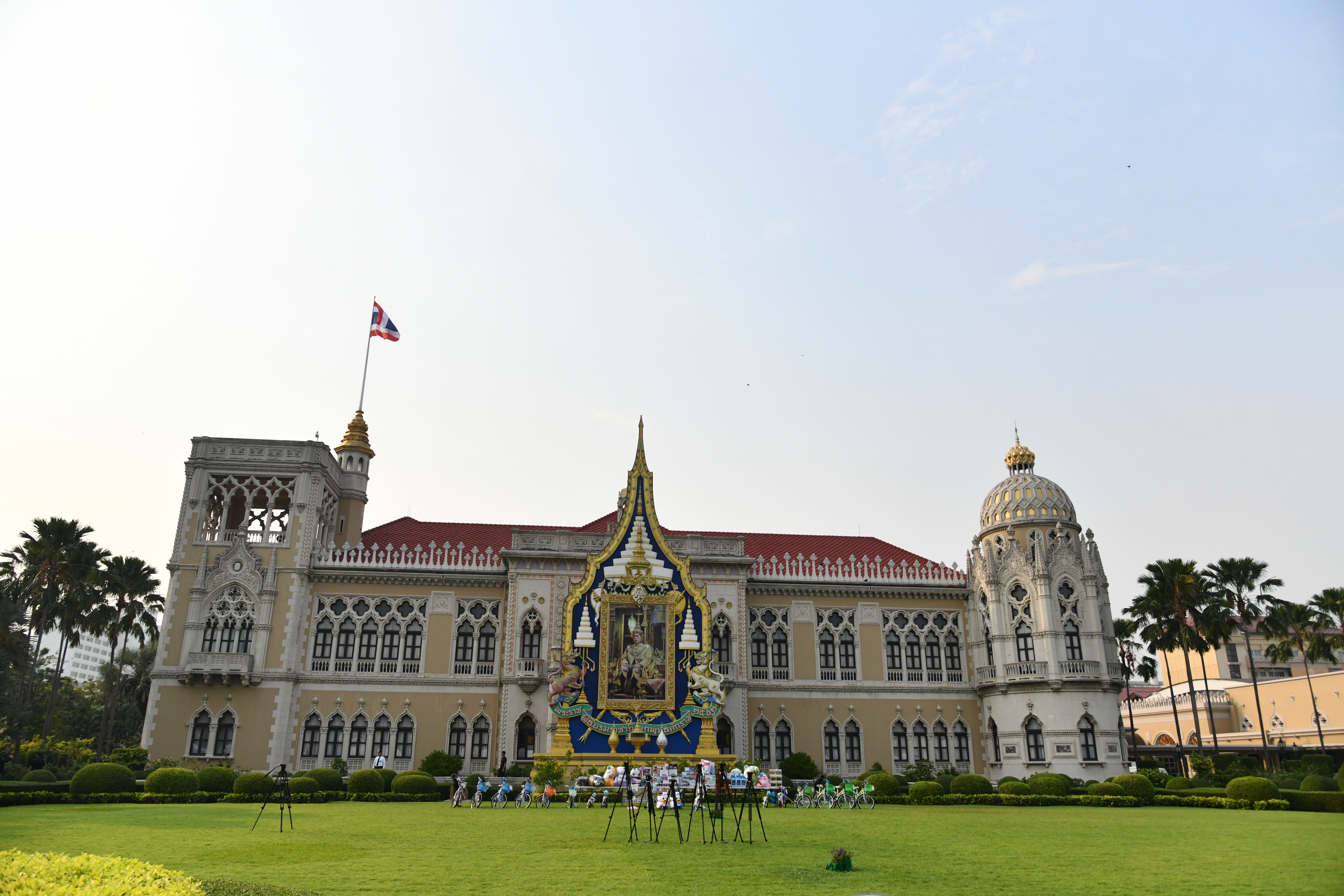
Edificio Thai-Khu-Fah
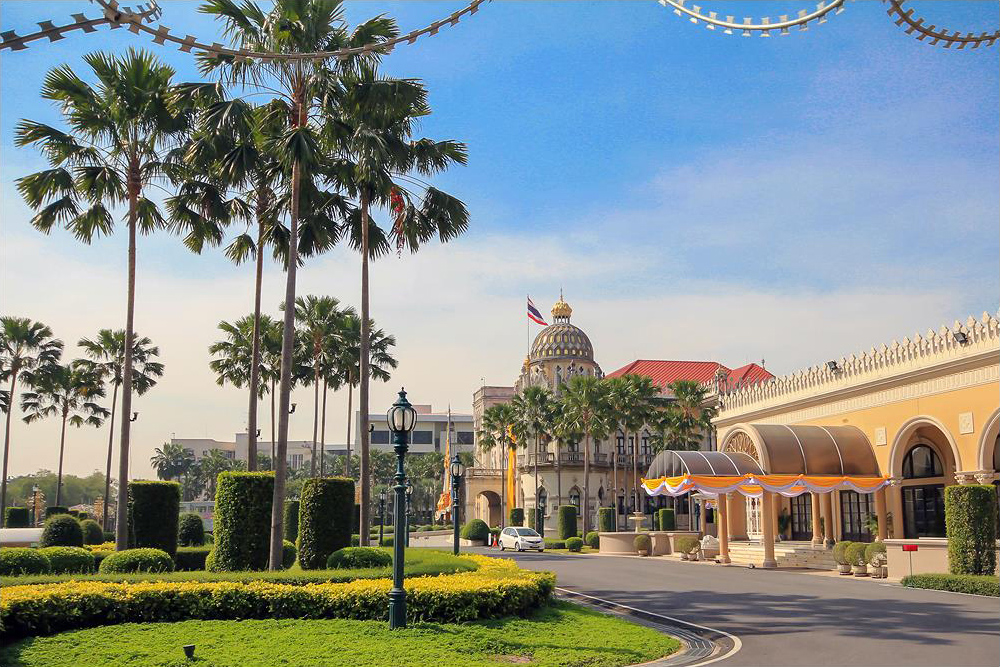
Edificio Thai-Khu-Fah y edificio Santi Maitree
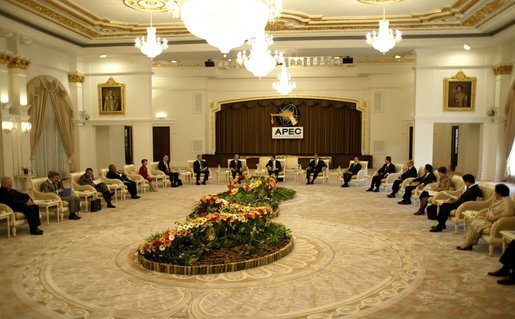
El Foro APEC 2003, en la Casa de Gobierno
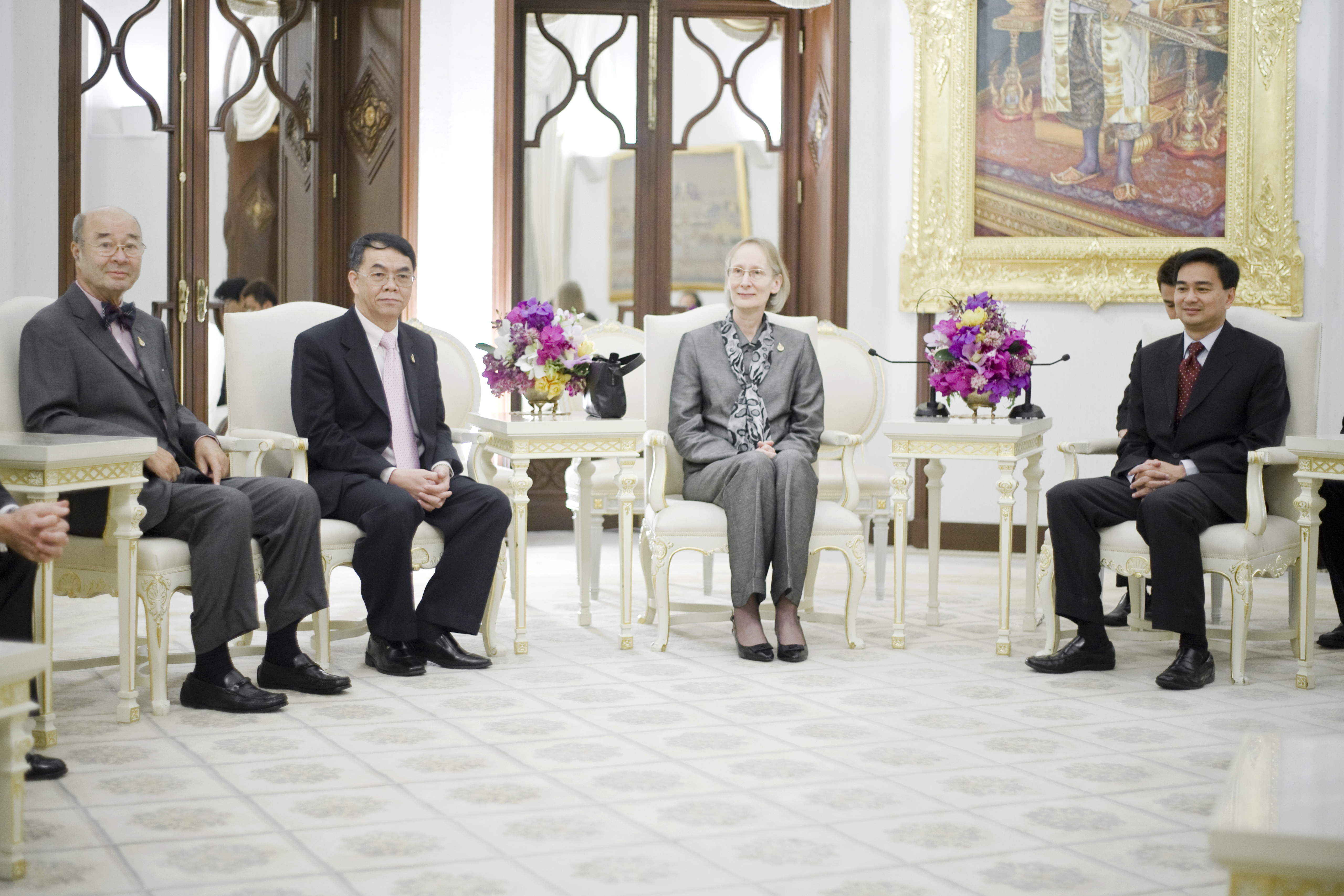
El primer ministro Abhisit Vejjajiva (derecha) con invitados en el Salón de Marfil
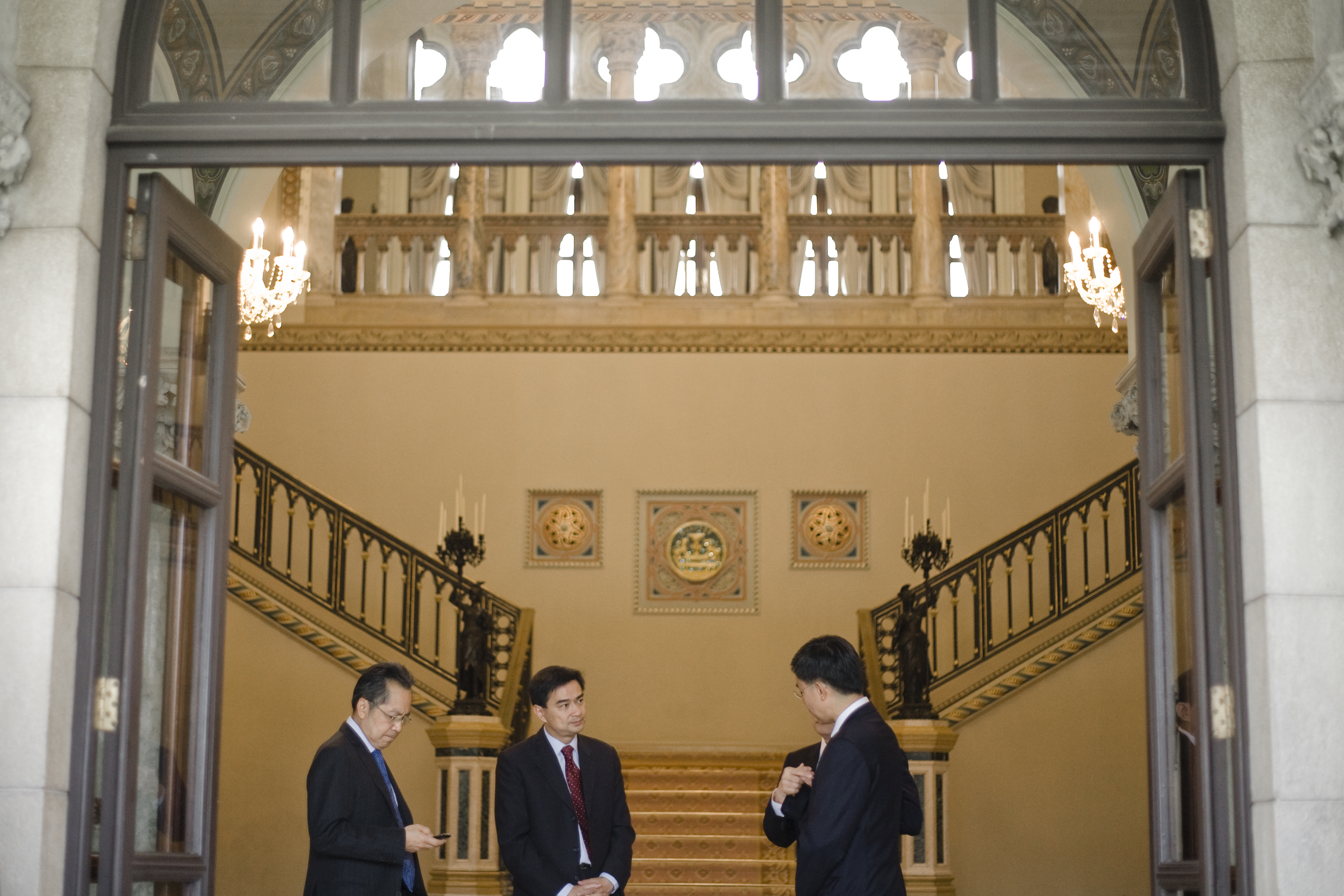
Entrada a la Casa de Gobierno
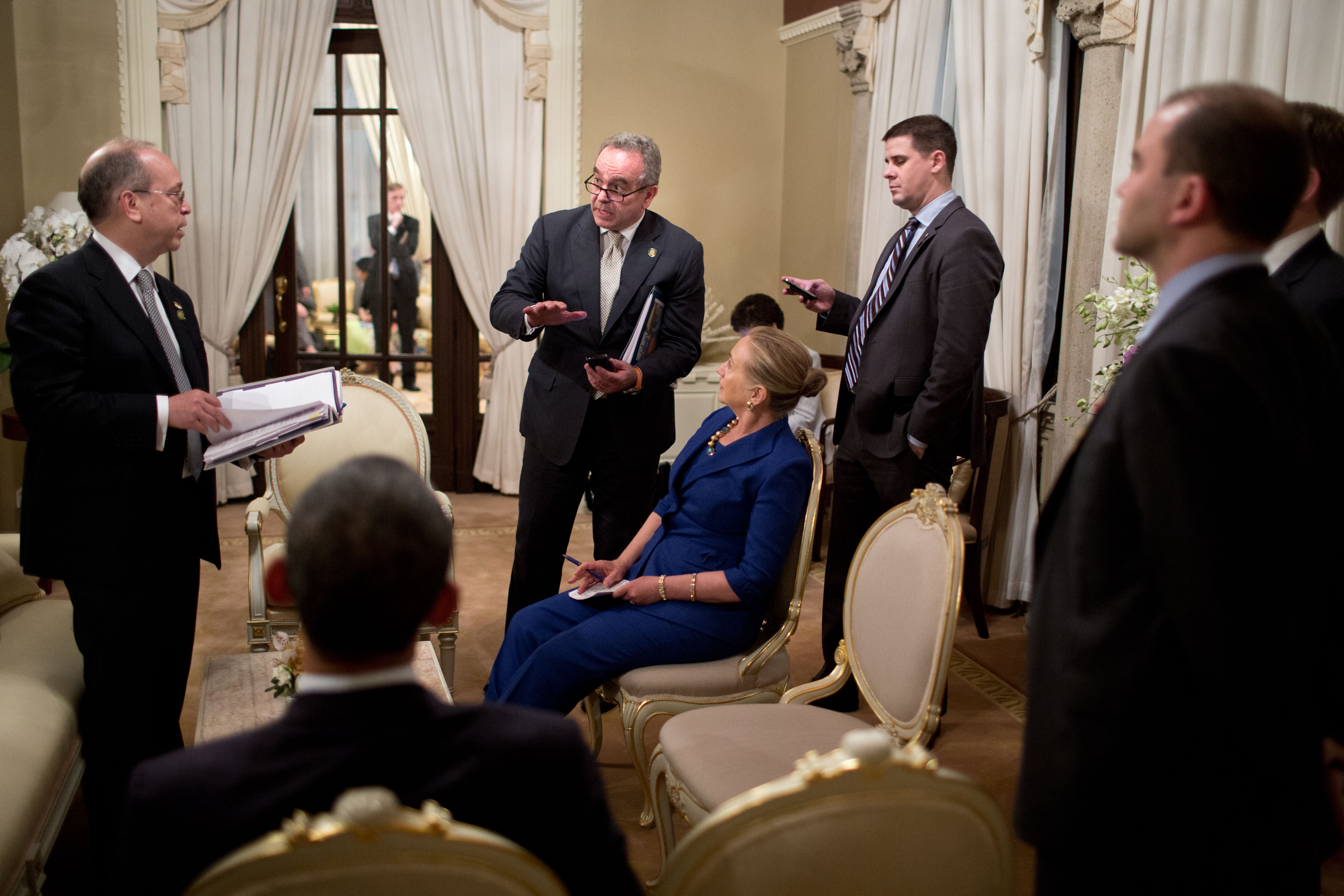
El presidente de Estados Unidos, Barack Obama, en la Casa de Gobierno
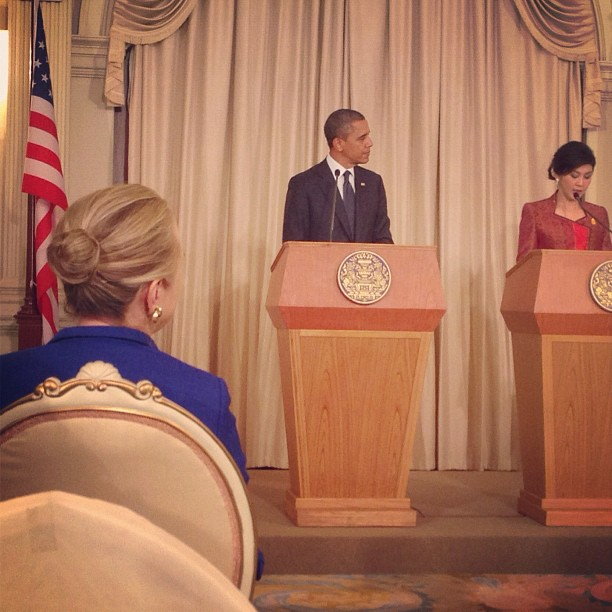
Sala de conferencias de prensa